# 冲突理论
冲突理论（英語：Conflict theories），是泛指社会学和社会心理学中多個不同學者提出的观点。社會階級、權力差異、不平等、衝突會推動社會演變都是很常見的主題。衝突論强调以唯物主义角度理解历史、使用辯證法分析，並且往往對社會現實的情況抱批判立場，可能是具有革命成份的政綱，或者提倡社會作出改革。衝突理論引起众人對階級衝突等權力差異的關注，往往與歷史上主流意識形態形成對比。因此它是宏觀層面的社會分析。
卡尔·马克思和弗里德利希·恩格斯是社会冲突理论的创始人。社会冲突理论是社会学四大范式之一。
某些冲突理论旨在突顯传统思想中的固有意识形态，虽然這些观点具有相似之处，但冲突理论並不是統一的思想流派，不应与和平和冲突研究或其他特定與社會衝突有關的理論混淆。

## 在经典社会学中

### 马克思
在眾多的社会科学经典创始人裡面，卡尔·马克思（1818-1883）最常和冲突理论一起談及。
基于历史唯物主义的观点，马克思认为资本主义与以往的社会经济制度一样，终将不可避免地产生内部紧张局势，並导致自身毁灭。马克思在主张彻底的政治改革、支持无产阶级革命、受压迫者擺脫統治階級的同时，也意识到大多数生活在资本主义社会的人并没不了解社會制度怎樣影响整个社会运作。正如西方社会认为财产私有制是理所当然的事情，很多生活在资本主义社会的人都认为资本家是通过自身奋斗和教育获取财富，并把贫困人口的失败归咎于他们缺乏生活技能和工作积极性。但是马克思反对这种观点，并认为这是资产阶级向无产阶级灌输的「虚假意識」，这些观点將社會性問題归因为個人问题，而不检视社會制度本身的缺陷，从而隐瞒了无产阶级正在受到资本家剥削的事实。马克思主张的是为弗里德里希·恩格斯稱為「阶级意识」的思想，其希望凭借「阶级意识」取代「虚假意識」，让工人们意識到自己受到资本家的剥削，并联合全体阶级的力量反抗资本阶级，最終推翻资本主义制度。总括而言，马克思希望无产阶级联合起来對抗资本家并推翻资本主义制度。
至今一切社会的历史都是阶级斗争的历史。
自由民和奴隶、贵族和平民、领主和农奴、行会师傅和帮工，一句话，压迫者和被压迫者，始终处于相互对立的地位，进行不断的、有时隐蔽有时公开的斗争，而每一次斗争的结局是整个社会受到革命改造或者斗争的各阶级同归于尽。
 — 卡尔·马克思 和 弗里德里希·恩格斯，  《共产党宣言》 （1848年）
人们在自己生活的社会生产中发生一定的、必然的、不以他们的意志为转移的关系，即同他们的物质生产力的一定发展阶段相适合的生产关系。这些生产关系的总和构成社会的经济结构，即有法律的和政治的上层建筑竖立其上并有一定的社会意识形式与之相适应的现实基础。物质生活的生产方式制约着整个社会生活、政治生活和精神生活的过程。不是人们的意识决定人们的存在，相反，是人们的社会存在决定人们的意识。社会的物质生产力发展到一定阶段，便同它们一直在其中运动的现存生产关系或财产关系（这只是生产关系的法律用语）发生矛盾。于是这些关系便由生产力的发展形式变成生产力的桎梏。那时社会革命的时代就到来了。随着经济基础的变更，全部庞大的上层建筑也或慢或快地发生变革。
在考察这些变革时，必须时刻把下面两者区别开来：一种是生产的经济条件方面所发生的物质的、可以用自然科学的精确性指明的变革，一种是人们借以意识到这个冲突并力求把它克服的那些法律的、政治的、宗教的、艺术的或哲学的，简言之，意识形态的形式。我们判断一个人不能以他对自己的看法为根据，同样，我们判断这样一个变革时代也不能以它的意识为根据；相反，这个意识必须从物质生活的矛盾中，从社会生产力和生产关系之间的现存冲突中去解释。无论哪一个社会形态，在它所能容纳的全部生产力发挥出来以前，是决不会灭亡的；而新的更高的生产关系，在它的物质存在条件在旧社会的胎胞里成熟以前，是决不会出现的。
所以人类始终只提出自己能够解决的任务，因为只要仔细考察就可以发现，任务本身，只有在解决它的物质条件已经存在或者至少是在生成过程中的时候，才会产生。大体说来，亚细亚的、古代的、封建的和现代资产阶级的生产方式可以看作是经济的社会形态演进的几个时代。资产阶级的生产关系是社会生产过程的最后一个对抗形式，这里所说的对抗，不是指个人的对抗，而是指从个人的社会生活条件中生长出来的对抗；但是，在资产阶级社会的胎胞里发展的生产力，同时又创造着解决这种对抗的物质条件。因此，人类社会的史前时期就以这种社会形态而告终。 
 — 卡尔·马克思 ， 《政治经济学批判》（1859年）

### 贡普洛维奇及沃德
奥地利波兰裔社会学家和政治理论家路德维希·贡普洛维奇（1838-1909）以及美国社会学家和古生物学家莱斯特·弗兰克·沃德（1841-1913）是早期的冲突理论的理论家。他們的理論雖然是分別独立地提出，但有很多共同之处，也是从人类学和进化论观点综合地看待冲突，而不是与马克思一样专注于经济因素。
贡普洛维奇在1884年出版的《社会学概述》（Grundriss der Soziologie）描述了文明怎樣被文化衝突及族群冲突所塑造。他推論，大型且复杂的人类社会是从战争和征服中演变而来的。战争的胜利者奴役失败者，最终形成了复杂的种姓制度。美國社會學家霍洛维茨说，贡普洛维奇理解各种形式的冲突：“阶级冲突，种族冲突和民族冲突”，并称他为冲突理论的鼻祖之一。
在印度，巴比伦，埃及，希腊和罗马发生的事情可能会发生在现代欧洲。 欧洲文明可能会被野蛮的部落所淹没。 但是，如果任何人认为我们可以免受这种灾难的影响，他或许会屈服于过于乐观的妄想。可以确定，我们附近没有野蛮的部落- 但不要让任何人受骗，他们的直觉潜伏在欧洲各州的民众中。
 — 贡普洛维奇  1884， 
沃德對於商業精英階層的自由放任主義作出直接攻擊及嘗試將其系統性地否定。當時自由放任主義受到廣受歡迎的社會哲學家赫伯特·斯宾塞的擁護。沃德1883年的擴展論文《動態社會學》表述了怎樣減少社會中的衝突及競爭以優化人類運作方式。沃德看到人類在最基礎的層面的本質在自我擴張與利他主義之間衝突，在情感與理智之間衝突，男性與女性之間衝突。而這些深刻的衝突會在社會層面反映出來，沃德假切各種形式的「社會力量」也存在一個「持久而激烈的掙紮」促使文明的改變並塑造這些文明。沃德比马克思和贡普洛维奇更乐观，他相信現有的社會結構可以在社会学分析的帮助下獲得建設和改革。

### 涂爾幹
愛米爾·涂爾幹（1858-1917）視社會為一個有運作能力的有機體。功能主義重視盡可能嚴格地估算每一個社會特式、風俗、實踐方式，對於維持一個穩定而有凝聚力的系統運作所作出的功勞。涂爾幹認為社會衝突的首要形式是犯罪。他視罪行為「一個公眾健康的因素，每一個健康社會的组成部分」。
将社会视为一个运作良好的有机体。功能主义关注的是「尽可能严格地对每一个特征，习俗或实践做出估算，以及它对所谓的稳定，有凝聚力的系统的功能的影响」，涂尔干所提到的社会冲突的主要形式是犯罪。涂尔干认为犯罪是「公共卫生的一个因素，是所有健康社会不可分割的一部分」。集體意識對於某些行為定義為「罪行」。因此罪行在道德及法律的演變中擔任著重要角色，他稱罪行主張了「不但必須改變之道路需要保持暢通，而且在某些情況它直接為這些改變開路」。

### 韋伯
馬克斯·韋伯（1864-1920）對冲突理论的主張与马克思的主張形成鲜明对比。马克思关注的是个人行为受社会结构所限制，而韦伯則强调「社会行为」的重要性，例如個人影响其社会关系的能力。

## 现代主張

### 米爾斯
賴特·米爾斯被稱為「現代衝突理論」的创始人。在米尔斯看来，社会结构是通过不同利益和资源的人之间的冲突而产生的。反过来，个人和资源是受社會结构以及「社会权力和资源的不對等分配」所影响。美国社会的权力精英（例如「軍事工業複合體」）已经「由企业精英、五角大楼和政府行政部门的融合而出現」。米尔斯认为，这些精英的利益處於人民利益的对立面。他推論權力精英提出的政策會帶來「冲突升级、生產大规模杀伤性武器、人类灭绝的可能」。

### 夏普
吉恩·夏普（1928-2018）是麻州大學達特茅斯分校政治学荣誉教授。因大量的非暴力抗争相關著作而闻名，並且影响了众多在世界各地的反政府运动。1983年，他成立了阿爾伯特·愛因斯坦研究所，一个致力于研究和促进在世界各地的冲突中使用非暴力行为的非营利组织。夏普的主調是权力不是单一的，也就是说，权力不是出自掌权者的某种内在品质。夏普認為政治权力，包括任何国家的权力，最終的本質上都出自国家主体。他的基本信念是，任何权力结构也依赖主体对统治者或统治者的命令的服从。如果国家主体不服从，统治者就没有权力。
夏普被称为“非暴力的马基雅维利”和“非暴力战争的克劳塞维茨”。夏普的资金影响了世界各地的抵抗组织。最近的例子包括推翻埃及前總統穆罕默德·穆巴拉克的2011年埃及革命，這個活動广泛吸納了他的想法；阿拉伯之春民主化運動以及之前數個东欧颜色革命也受到夏普的著作的启发。

### 西尔斯
加拿大社会学家艾伦·西尔斯（Alan Sears）的著作《一本好书，理论上的：理论思维指南》中可以找到冲突理论的一個近期阐述：
- 社會由產生衝突的不對等所定義，而不是產生秩序和共識的事物。只有对社会现有关系的根本性转变以及促成新的社會關係才能克服這種基于不平等的冲突。
- 弱势群体的结构性利益出現與現狀背道而驰的情況，一旦被社會認定時就會引起社會變革。因此弱势群体被視為变革者，而非視為人們同情的對象。
- 剥削和压迫對人的潜力（例如，创造能力）造成的限制，在任何勞動力不平等分配的社会也是必然存在的。这些和其他品质並不需要為了所谓的「文明的進程」或「功能必須性（英语：Davis-Moore hypothesis）」的要求而放棄：创造力实际上是经济发展和变革的引擎。
- 理论的作用是意識到人類擁有的潛力並且改革轉變社會，而不是维持权力结构。理论的反面目的是將客观性和脱离性與實證主義關聯起來，如此一來，理论則只是中立的解释工具。
- 共识是意识形态的一個委婉说法。並沒有真正的共识，有的只是由社會中的強者强加于他人并让他们接受的的陳述。共识不会维持社会秩序，它会使分层固化，僅是為了当前社会秩序而用的工具。
- 国家為了强者的特殊利益而服务，同时又声称代表所有人的利益。弱势群体代表參與在国家制度中，並可以讓人們獲得充分参与的想法，但这是一种幻象或一種意识形态。
- 全球不平等的特点是因為有目的的原因下，第三世界国家處於不发达狀態，這同時包括殖民化和国家独立之後。全球系统（即世界银行和国际货币基金组织等发展机构）通过经济，政治和军事行动使最强大的国家和跨国公司受益，而不是发展主体。

尽管西尔斯将冲突理论方法与马克思主义联系起来，但他认为它是许多“女权主义者，后现代主义者，反种族主义和同性恋者的解放主义理论”的基础。

## 分类
冲突理论最常与马克思主义一起提及，但它作为对功能主义和实证主义方法的回应，也可能与多個其他观点有关，包括：
- 批判理论
- 女权主义：一种促使女性与男性的政治、社会和经济平等的方法。
- 后现代主义：一种批判现代主义的方法，支持这种理论的人对宏大的理论和意识形态不信任。
- 后结构主义
- 后殖民主义
- 酷儿理论：越来越多的研究成果挑战了西方社会的异性恋偏见。
- 世界体系理论
- 批判性种族理论

### 引用
1. ↑  Marx and Engels, The Communist Manifesto, introduction by Martin Malia (New York: Penguin group, 1998), pg. 35 ISBN 0-451-52710-0
2. ↑  Marx A Contribution to the Critique of Political Economy, http://www.marxists.org/archive/marx/works/1859/critique-pol-economy/preface.htm （页面存档备份，存于）
3. ↑  Fifty Key Sociologists: the Formative Theorists, John Scott Irving, 2007, pg 59
4. ↑  "Communicating Ideas: The Politics of Scholarly Publishing", Irving Louis Horowitz, 1986, pg 281
5. ↑  "Outlines of Sociology", pg 196
6. ↑  "Transforming Leadership",  James MacGregor Burns, 2004, pg 189
7. ↑  "German Realpolitik and American Sociology: an Inquiry Into the Sources and Political Significance of the Sociology of Conflict", James Alfred Aho, 1975, ch. 6 'Lester F. Ward's Sociology of Conflict'
8. ↑  Bourricaud, F. 'The Sociology of Talcott Parsons' Chicago University Press. ISBN 0-226-06756-4. p. 94
9. 1 2  Durkheim, E. (1938). The Rules of Sociological Method. Chicago: The University of Chicago Press. p. 67.
10. ↑  Durkheim, (1938), pp. 70–81.
11. ↑  Livesay, C. Social Inequality: Theories: Weber （页面存档备份，存于）. Sociology Central. A-Level Sociology Teaching Notes. Retrieved on: 2010-06-20.
12. 1 2 3  Knapp, P. (1994). One World – Many Worlds: Contemporary Sociological Theory (2nd Ed.). Harpercollins College Div, pp.    228–246. Online summary （页面存档备份，存于） ISBN 978-0-06-501218-7
13. ↑  . BBC News. 21 February 2011  [2019-10-04]. （原始内容存档于2011-02-22）.
14. ↑  .   [2019-10-04]. （原始内容存档于2010-01-12）.
15. ↑  Weber, Thomas.  Gandhi as Disciple and Mentor.  Cambridge University Press, Cambridge 2004[页码请求]
16. ↑  . The New York Times. 16 February 2011  [2019-10-04]. （原始内容存档于2019-12-08）.
17. ↑  Sears, Alan. (2008) A Good Book, In Theory: A Guide to Theoretical Thinking. North York: Higher Education University of Toronto Press, pg. 34-6, ISBN 1-55111-536-0.
18. ↑  Sears, pg. 36.

### 書籍
- Stark, Rodney.  10th. thomas wadsworth. 2007. ISBN 978-0-495-09344-2.
- Lenski, Gerhard E. . McGraw-Hill. 1966. ISBN 978-0-07-037165-1.
- Collins, Randall. . Oxford University Press. 1994. ISBN 978-0-19-508702-4.
- Thio, Alex.  7th. Pearson. 2008. ISBN 978-0-205-40785-9.